# Кэнтин дзиру
Кэнтин дзиру ( яп. けんちん汁 или яп. 巻繊汁) — японский овощной суп, приготовленный из корнеплодов и тофу. Блюдо является популярным в Японии и готовится разными способами, с использованием различных ингредиентов. Считается, что изначально суп был изобретён в храме Кэнтё-дзи и предполагается, что блюдо произошло из кухни сиппоку.

## Описание
Кэнтин дзиру это японский овощной суп, приготовляемый из корнеплодов и тофу. Типичными ингредиентами являются тофу, корень лопуха, редис дайкон, грибы шиитаке, конняку, корень таро, картофель или батат, морковь, бульон даси, кунжутное масло и приправы. Овощи и коренья могут быть обжарены в стиле стир-фрай перед добавлением в суп, благодаря чему уменьшается их влажность и усиливается вкус. Иногда в супе в качестве ингредиентов используется мясо: свинина или курятина.
Блюдо является популярным в Японии и при приготовлении используются разные ингредиенты и методы.

## История
Считается, что кэнтин дзиру изначально появился в Кэнтё-дзи, первом буддистском храме школы Дзэн в Японии, расположенном в Камакуре, префектуре Канагава. Историю происхождения блюда связывают с легендой, что несколько веков назад молодой монах случайно уронил брусок свежего тофу на кухонный пол в храме. Поскольку место содержалось в чистоте, то повар использовал рассыпавшийся по полу тофу в супе для вечерней трапезы. После этого происшествия, во время готовки супа, тофу начали дробить и крошить на мелкие кусочки, поскольку по учению школы Дзэн считалось что еда должна быть поровну распределена между служителями храма.
Кроме того, есть теория, что кэнтин дзиру берёт своё начало из кухни сиппоку, которая является японским стилем, испытавшим сильное влияние от китайской кухни. Сиппоку произошла от китайский иммигрантов, которые прибыли в Нагасаки в период Эдо. В то время Нагасаки был единственным местом в Японии, где было разрешено находиться китайцам, из-за вековой политики самоизоляции. Также связь кэнтин дзиру с кухней сиппоку показывается через сравнение слова кэнтин от китайского слова кэнтэн, которое означает «прокатанные запечённые продукты» или «прокатанные кусочки еды», так как одним из способов готовки кэнтин дзиру является катание приготовленных овощей и тофу в юба (плёнка тофу) и затем полученный ролл запекается во фритюре, вместо того, чтобы подавать его в виде супа.